# Jonathan Van Ness
Jonathan McDonald Van Ness, comunemente indicato con le sue iniziali, JVN (28 marzo 1987), è un attivista, attore, parrucchiere, autore di podcast e personaggio televisivo statunitense.
Meglio conosciuto come esperto di toelettatura nella serie Netflix, Queer Eye, per il suo lavoro nella parodia sul web Gay of Thrones, e per aver presentato il programma Getting Curious with Jonathan Van Ness.

## Biografia
Jonathan Van Ness è nato il 28 Marzo del 1987, cresciuto nella città di Quincy, nell'Illinois. Van Ness ha annunciato di provenire "da una famiglia di giornalisti", essendo la sesta generazione del giornale di proprietà della sua famiglia, riferendosi alla trasmissione e alla combinazione dei giornali Quincy Media e al quotidiano di punta dell'azienda, Herald-Whig. La madre di Van Ness è la vice presidente del Quincy Media, e lui stesso è un discendente della famiglia Oakley che gestisce la compagnia dal 1890.
Dichiarandosi apertamente gay per tutta la vita, Van Ness ha sofferto di bullismo per la sua "natura stravagante e femminile", arrivando addirittura a ricevere diverse minacce di morte. Ha sopportato anni di pregiudizi, prese in giro e traumi. Riguardo a quell'epoca Van Ness ha dichiarato: "Crescendo mi mettevo ogni smalto, ogni tacco, ogni sciarpa - avevo definitivamente raccolte intorno ai miei capelli e alla mia vita le sciarpe contraffatte di Hermès di mia madre - quelle erano le mie gonne, e le amavo. Ma durante la gioventù, vestendomi in questo modo, ero diventata vittima di reazioni anti gender. Quando giocavo con quelle cose, sapevo di dover farle a... porte chiuse!" Sebbene si sia sempre sentito a suo agio nella sua pelle, gli ci è voluto del tempo per capire le reazioni delle altre persone. Come risposta al bullismo Van Ness era solito usare l'ironia come un meccanismo di difesa, potendo contare inoltre sul supporto di un piccolo gruppo di amici. Anni dopo, nel 2010, si è reso conto di essere di un genere non conforme, e non binario.
Da giovane, è stato sessualmente abusato da un ragazzo più grande in chiesa, fatto che lo ha portato ad avere dei comportamenti autodistruttivi. Negli anni dell'adolescenza, era solito utilizzare delle chat online per socializzare, e talvolta anche per incontri sessuali con uomini di maggiore età. Van Ness è stato il primo uomo cheerleader alla Quincy Senior High School, continuando il ruolo all'università dell'Arizona, dove si sarebbe laureato in scienze politiche. All'inizio della sua carriera universitaria, nei primi mesi era solito spendere la sua indennità mensile in cocaina e, troppo imbarazzato per chiedere altri soldi ai suoi genitori, cominciaò a svolgere un lavoro correlato all'ambito sessuale. La sua dipendenza dal sesso e dalla droga aumentò fino ad includere la metanfetamina. I suoi voti si abbassarono perdendo oltretutto la sua borsa di studio da cheerleader. Di conseguenza, mollò i suoi studi dopo un semestre per dedicarsi alla carriere di acconciatore.
Van Ness si è formato all'Aveda Institute di Minneapolis. Dopo la laurea ha lavorato in Arizona per cinque anni, prima di trasferirsi nella città di Los Angeles in California nel 2009.

### Vita privata
Van Ness è non - binario. Sebbene abbia espresso una preferenza per l'uso del pronome lui, ha anche usato lei e loro in modo intercambiabile.
Van Ness attualmente lavora a Los Angeles e New York City. È stato diagnosticato con una condizione cronica della pelle chiamata psoriasi, consigliando così i clienti sulla cura della pelle. Nel 2019 si è dichiarato oltretutto come sieropositivo.
Il 25 settembre del 2019, Van Ness ha annunciato la sua approvazione di Elizabeth Warren come presidente nel 2020 basandosi sul fatto che l'assistenza sanitaria è un diritto umano.
Il 23 giugno 2020, la co-protagonista di Van Ness e Queer Eye, Bobby Berk, ha elogiato le recenti decisioni della Corte Suprema degli Stati Uniti che hanno stabilito che la discriminazione sul lavoro LGBT costituisce una violazione del Civil Rights Act del 1964 . Van Ness ha descritto la sentenza come "un grande passo nella giusta direzione". Tuttavia, entrambi hanno comunque esortato il Congresso degli Stati Uniti ad approvare la proposta di legge sull'uguaglianza Nel dicembre 2020, ha rivelato di aver sposato il suo partner, Mark Peacock, all'inizio di quell'anno..

## Carriera
A Los Angeles, Van Ness trovò lavoro come assistente personale al salone di Sally Hershberger. Un giorno, nel 2012, all'età di 25 anni svenne nel salone mentre faceva le meches ai capelli di un cliente. Successivamente nella clinica, scoprì di essere sieropositivo. Da questa rivelazione, colse l'occasione di pulirsi dall'uso di droghe e di condividere la sua storia, dichiarando: "Vorrei che le persone si rendessero conto che non si è mai troppo rotti per essere aggiustati." Attualmente lavora al MoJoHair e lo Stile Salon, entrambi a Los Angeles, che ha co-fondato con Monique Northrop dell'Arte Salon di New York City.

### Media
Nel 2013, mentre acconciava i capelli del suo amico Erin Gibson - che lavorava per il sindacato comico Funny or Die - a Van Ness è stato chiesto di eseguire il recap di un episodio della serie Il Trono di Spade per Funny or Die, che divenne per l'appunto la parodia del web Gay of Thrones. Nel 2018, Van Ness è stato candidato per il Primetime Emmy Award per la migliore serie di varietà in forma breve nella serie web Gay Of Thrones.
Dal 2015, Van Ness ha ospitato il podcast settimanale Getting Curious with Jonathan Van Ness. Il suo podcast è decollato durante la messa in onda del primo episodio di Queer Eye.
Van Ness è attualmente l'esperto di toelettatura nel revival Netflix di Queer Eye .

### Opere letterarie
L'autobiografia di Van Ness, Over the Top: A Raw Journey to Self-Love, è stato pubblicata nell'ottobre del 2019. Il libro racconta il suo passato e come questo lo ha aiutato a costruire il suo futuro.
Nel 2020, Van Ness ha pubblicato un libro d'illustrazioni intitolato Peanut goes for the Gold. La storia narra di una cavia non binaria di nome Peanut e le loro avventure come prodigio della ginnastica ritmica. Peanut è stata inspirata dall'animale domestico dell'infanzia di Jonathan. In un'intervista per il The Tonight Show Starring Jimmy Fallon, Van Ness ha raccontato di come Peanut non avesse nessuna ginnasta di riferimento, e di come così sono arrivati a creare uno spazio proprio. Ha anche annunciato che il libro avrebbe collaborato con la fondazione #savewithstories di No Kid Hungry, dove Van Ness ha preso parte a una lettura virtuale del suo libro come supporto per i bambini affetti dalla pandemia COVID - 19 per garantire il loro accesso ai pasti che gli sarebbero stati forniti dalla scuola. In una performance dal vivo, Van Ness ha spiegato la ragione per cui ha scritto Peanut goes for the Gold, dichiarando: "Volevo veramente fare qualcosa per celebrare tutti quei bambini che sono unici e che rimangono loro stessi", sottolineando oltretutto l'importanza dell'unicità e del perseguimento delle proprie passioni.

## Premi e riconoscimenti
- 2018 Candidato per Primetime Emmy Award per la migliore serie di varietà di cortometraggi per Gay of Thrones[7][8]
- Vincitore 2019 per Goodreads Choice Award per Memoir e Autobiography per Over the Top: A Raw Journey to Self-Love[12]
- Vincitore nel 2019 dell'iHeartRadio Podcast Award per il miglior podcast LGBTQ (per il suo podcast Getting Curious with Jonathan Van Ness)[13]
- Vincitore nel 2019 del Critics Choice Award come Star maschile dell'anno[14]